# 劉亭廷
劉亭廷（1992年9月1日—），女，籍貫潮州潮安，現為台灣新聞工作者、外交軍事記者、兼任主播，台北市政府青年諮詢委員。新加坡南洋理工大學大眾傳播系榮譽學士畢業、國立台灣大學新聞研究所碩士在學中，美國東西方中心2024年傑佛森獎學金計畫得主。
學生時期於新加坡求學。曾任新加坡《聯合早報》學生通訊員，後任職於香港鳳凰衛視駐新加坡特約記者，目前為TVBS新聞台記者兼主播。
為台灣少數女性戰地記者，2022年2月曾赴波蘭-烏克蘭邊境採訪俄烏戰爭前線、2023年10月曾赴以色列和約旦採訪以色列-哈瑪斯衝突。曾獨家專訪帛琉總統惠恕仁、前美國國防部長馬克·艾斯培、前馬來西亞首相馬哈迪等政治人物，以及輝達執行長黃仁勳和超微執行長蘇姿丰。

## 早年生活
劉亭廷出生於台灣臺北市，星台混血，其父為新加坡華人，為讓子女獲雙語教育，將她送往新加坡求學。劉亭廷畢業於新加坡南洋理工大學大眾傳播系榮譽學士。大學時期曾任大學校園報《The Nanyang Chronicle》總編輯。
由於嚮往從事新聞工作，劉亭廷國中一年級時參加新加坡最大中文報紙《聯合早報》旗下學生通訊員年度徵選計畫，成為當年破例錄取一員，年僅13歲，在任8年期間訪寫校園報道、2008年採訪時任新加坡總統塞拉潘·納丹，參與娛樂採訪和專題寫作，以學生身份投稿社論版。大學暑期，曾赴台灣《蘋果日報》即時新聞中心實習2個月。

## 發跡和經歷
2014年9月，就讀大學三年級時，被香港鳳凰衛視挖掘，成為駐新加坡特約記者，採訪新加坡和東南亞重大新聞事件，包括2015年新加坡建國總理李光耀逝世、2015年兩岸領導人會面、2017年金正男遇刺事件、2017年印尼里島阿貢火山爆發。2017年，美國隆納·雷根號航空母艦和日本直升機護衛艦出雲號停靠新加坡時，曾登艦採訪。
2018年1月，轉任台灣TVBS新聞台國際組記者，赴新加坡採訪北韓－美國高峰會。2019年轉任政治組採訪2020年中華民國總統選舉，並擔任外交、軍事記者。曾獨家專訪帛琉總統惠恕仁、前美國國防部長馬克·艾斯培、前美國國家安全顧問H·R·麥馬斯特、前馬來西亞首相馬哈迪、捷克眾議院議長韋德齊等政治人物。
為台灣少數女性軍事記者，除了年度漢光演習，採訪重大中華民國國軍意外事件，包括2020年中華民國空軍UH-60M黑鷹直升機墜毀事故、2020年中華民國空軍F-16戰鬥機失蹤事故等，也曾揭露多位美國議員和軍方人士趁疫情期間搭乘行政專機赴台訪問。
2022年2月俄烏戰爭爆發，派赴波蘭—烏克蘭邊境、德國以及立陶宛採訪戰爭對歐洲的影響，因戰事初期簽證諸多限制，未進入烏克蘭。同年，赴瑞士達沃斯採訪世界經濟論壇，成為首位赴該論壇採訪的台灣記者。
2022年8月1日，劉亭廷透過自己社交平台推特X帳號，指出她的消息來源證實美國眾議院議長南希·佩洛西將於隔天（8月2日）晚間抵達台灣訪問，為首位以肯定句報導此消息的媒體人，事後證明屬實。作為長期關注台海局勢的雙語記者，劉亭廷曾接受多家媒體專訪，包括美國有線電視新聞網CNN、英國廣播公司《新聞之夜》節目。
2023年4月18日，鴻海創辦人郭台銘召開記者會，爭取國民黨總統參選人提名資格。19日凌晨，曾出席採訪的劉亭廷在臉書以四千字長文控訴記者會荒誕行徑，指郭幕僚不僅取消媒體現場提問環節，更擅自竄改記者提問，讓她直呼「嚴重破壞了媒體與幕僚之間的互信」，質疑郭台銘與團隊是否不願接受民意的檢驗。事件曝光後，引發輿論譁然，多位資深媒體人羅友志、黃揚明、范琪斐等出面聲援，表態應該尊重新聞專業。
2023年10月以色列-哈瑪斯衝突爆發後，劉亭廷前往約旦和以色列採訪，直擊前線衝突和以巴問題影響，赴以期間直擊數次火箭彈空襲。
2024年4月，台灣花蓮發生芮氏規模7.2強震，劉亭廷克服斷路問題，成了除駐地記者之外，首位抵達花蓮採訪的外地記者，並與英國廣播公司國際頻道電話連線。同年5月，劉亭廷赴新加坡採訪星國總理交接；6月，劉亭廷專訪超微執行長蘇姿丰。同年成為美國智庫東西方中心2024年傑佛森獎學金計畫得主。
2025年3月，劉亭廷接任台北市政府青年諮詢委員，5月，劉亭廷訪美期間碰上夸烏特莫克號—布魯克林大橋相撞事故，趕赴現場連線報導，並於同月專訪輝達執行長黃仁勳暢談時事議題和AI發展。

## 學歷
- 新加坡CHIJ Saint Nicholas' Girls' School
- 新加坡南洋初級學院
- 新加坡南洋理工大學黃金輝傳播學院 （页面存档备份，存于）大眾傳播系榮譽學士
- 國立台灣大學新聞研究所 （页面存档备份，存于）碩士（就學中）

## 經歷
- 新加坡《聯合早報》學生通訊員
- 香港鳳凰衛視駐新加坡特約記者
- TVBS新聞台記者兼任主播

## 獲獎紀錄
| 年份   | 獲提名                                                      | 獎項                                       | 結果 |
| ------ | ----------------------------------------------------------- | ------------------------------------------ | ---- |
| 2021年 | 《服役半世紀UH-1H功成身退》專題報導                         | 第55屆國軍文藝金像獎多媒體類軍聞報導優選獎 | 獲獎 |
| 2022年 | 《來看國軍藝工特遣隊 採聯兵營模式勞軍驗證戰場宣慰》專題報導 | 第56屆國軍文藝金像獎多媒體類軍聞報導銀像獎 | 獲獎 |

## 公益活動
- 2011年率新加坡南洋初級學院日本311地震募款給Mercy Relief
- 2022年擔任中華民國外交部「募集民間愛心物資援助烏克蘭難民」志工[50]
- 2023年TVBS分享愛無限募款採訪[51]
- 2025年接任財團法人臺灣防盲基金會倡議大使[52]

## 資料來源
1. ↑  . www.eastwestcenter.org. 2024-12-01  [2025-03-23] （英语）.
2. ↑  . www.zaobao.com.sg.   [2023-11-01]. （原始内容存档于2023-11-01） （中文（简体））.
3. ↑  网易. . www.163.com. 2023-03-19  [2023-11-01]. （原始内容存档于2023-11-01）.
4. ↑  TVBS. . TVBS.   [2023-11-01]. （原始内容存档于2023-11-01） （中文（臺灣））.
5. ↑  medianews0908. . 銘報即時新聞. 2022-05-26  [2023-11-01]. （原始内容存档于2023-11-01） （中文（臺灣））.
6. ↑  . 星洲网 Sin Chew Daily Malaysia Latest News and Headlines. 2023-02-10  [2023-11-01]. （原始内容存档于2023-11-01） （中文（中国大陆））.
7. ↑  TVBS. . TVBS.   [2023-11-01]. （原始内容存档于2023-11-01） （中文（臺灣））.
8. 1 2  TVBS. . TVBS.   [2023-11-01]. （原始内容存档于2023-11-01） （中文（臺灣））.
9. ↑  TVBS NEWS, , 2024-09-26  [2024-10-24]
10. 1 2  TVBS. . TVBS.   [2023-11-01]. （原始内容存档于2023-11-01） （中文（臺灣））.
11. 1 2  TVBS. . TVBS.   [2023-11-01]. （原始内容存档于2023-11-01） （中文（臺灣））.
12. 1 2  項家麟. . 2025-05-28.
13. 1 2  Storm.mg. . www.storm.mg. 2024-06-10  [2024-10-24]. （原始内容存档于2024-10-06） （中文（臺灣））.
14. 1 2  TVBS NEWS, , 2024-06-08  [2024-10-24], （原始内容存档于2024-08-29）
15. ↑  ,   [2023-11-01], （原始内容存档于2023-11-01） （中文（中国大陆））
16. ↑  . www.zaobao.com.sg.   [2023-11-01]. （原始内容存档于2023-11-01） （中文（简体））.
17. ↑  . phtv.ifeng.com.   [2023-11-01]. （原始内容存档于2023-11-01）.
18. ↑  . ah.ifeng.com.   [2023-11-01]. （原始内容存档于2023-11-01）.
19. ↑  . china.cnr.cn.   [2023-11-01]. （原始内容存档于2023-11-01）.
20. ↑  . 中國報 China Press. 2023-02-10  [2023-11-01]. （原始内容存档于2023-11-01） （美国英语）.
21. ↑  ,   [2023-11-01], （原始内容存档于2023-11-01） （中文（中国大陆））
22. ↑  . X (formerly Twitter).   [2023-11-01]. （原始内容存档于2023-11-01） （保加利亚语）. 外部链接存在于|title= (帮助)
23. ↑  . Yahoo News. 2018-06-11  [2023-11-01]. （原始内容存档于2023-11-01） （中文（臺灣））.
24. ↑  TVBS. . TVBS.   [2023-11-01]. （原始内容存档于2023-11-01） （中文（臺灣））.
25. ↑  TVBS. . TVBS.   [2023-11-01]. （原始内容存档于2023-11-01） （中文（臺灣））.
26. ↑  ,   [2023-11-01], （原始内容存档于2023-11-01） （中文（中国大陆））
27. ↑  ,   [2023-11-01], （原始内容存档于2023-11-01） （中文（中国大陆））
28. ↑  ,   [2023-11-01], （原始内容存档于2023-11-01） （中文（中国大陆））
29. ↑  TVBS. . TVBS.   [2023-11-01]. （原始内容存档于2023-11-01） （中文（臺灣））.
30. ↑  TVBS. . TVBS.   [2023-11-01]. （原始内容存档于2023-11-01） （中文（臺灣））.
31. ↑  . Yahoo News. 2022-04-25  [2023-11-01]. （原始内容存档于2023-11-01） （中文（臺灣））.
32. ↑  TVBS. . TVBS.   [2023-11-01]. （原始内容存档于2023-11-01） （中文（臺灣））.
33. ↑  梁子傑. . 香港01. 2022-08-01  [2023-11-01]. （原始内容存档于2023-11-01） （中文（香港））.
34. ↑  . WION.   [2023-11-01]. （原始内容存档于2023-11-01） （美国英语）.
35. ↑  Westcott, Eric Cheung,Will Ripley,Ben. . CNN. 2021-10-15  [2023-11-01]. （原始内容存档于2023-11-01） （英语）.
36. ↑  自由時報電子報. . news.ltn.com.tw. 2023-04-19  [2023-11-01]. （原始内容存档于2023-11-01） （中文（臺灣））.
37. ↑  ,   [2023-11-01], （原始内容存档于2023-11-01） （中文（中国大陆））
38. ↑  https://www.facebook.com/ETtoday. . www.ettoday.net. 2023-04-19  [2023-11-01]. （原始内容存档于2023-11-01） （中文（繁體））.
39. ↑  . Newtalk新聞. 2023-04-19  [2023-11-01]. （原始内容存档于2023-11-01） （中文（臺灣））.
40. ↑  ,   [2023-11-01], （原始内容存档于2023-11-01） （中文（中国大陆））
41. ↑  TVBS. . TVBS.   [2023-11-01]. （原始内容存档于2023-11-01） （中文（臺灣））.
42. ↑  ,   [2023-11-01], （原始内容存档于2023-11-01） （中文（中国大陆））
43. ↑  medianews0902. . 銘報即時新聞. 2024-04-25  [2024-10-24]. （原始内容存档于2024-12-05） （中文（臺灣））.
44. ↑  . BBC. 2024-04-03  [2024-10-24]. （原始内容存档于2024-04-03） （英国英语）.
45. ↑  TVBS NEWS, , 2024-05-15  [2024-10-24]
46. ↑  . www.eastwestcenter.org. 2024-12-01  [2025-03-23] （英语）.
47. ↑  . 劉亭廷臉書. 2024-11-15.
48. ↑  劉亭廷、戴元利. . 2025-05-18.
49. ↑  . 臉書. 2025-05-19.
50. ↑  . 中華民國外交部. 2022-03-05.
51. ↑   (PDF). TVBS. 2023-10-11.
52. ↑  . 財團法人臺灣防盲基金會. 2025-05-06.

## 外部連結
- 劉亭廷Facebook專頁
- 劉亭廷Twitter專頁 （页面存档备份，存于）
- 劉亭廷Instagram帳號 （页面存档备份，存于）